# Matthew Parker

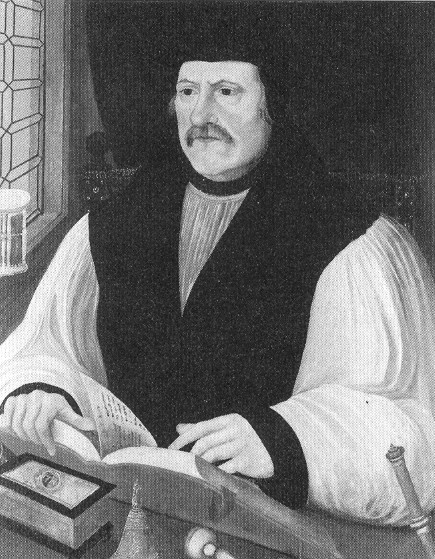
Matthew Parker.

Matthew Parker, född den 6 augusti 1504 i Norwich, död den 17 maj 1575, var ärkebiskop av Canterbury från 1559 till sin död 1575, och som sådan Canterburys andre protestantiska ärkebiskop.
Han blev Anne Boleyns kaplan efter att hon blivit drottning och hennes dotter, drottning Elisabet I av England, utsåg honom till ärkebiskop av Canterbury då hon blev drottning.

## Biografi
Parker studerade i Cambridge och inträdde 1527 i det kyrkliga ämbetet, där han snart fick stort anseende för omfattande och grundlig lärdom, synnerligen på patristikens område, vilket sedan skulle få betydelse för den anglikanska kyrkans utformning. Från 1533 och sedan han 1535 blivit drottning Anne Boleyns hovkaplan och verkade som predikant, bröt den reformatoriska åskådningen igenom hos honom. 
Han hade länge anseende hos Henrik VIII och var vän till Thomas Cranmer. Han blev vice kansler för Cambridges universitet, där han genomförde en bättre yttre och inre ordning. Även under Edvard VI bibehöll han sin tillbakadragenhet. Maria I retade han genom att gynna Jane Grey, men han lyckades hålla sig dold på en undangömd plats under hela hennes regering och kom därigenom ej som sina kamrater att under landsflykt i Genève insupa den stränga kalvinismen. 
Vid drottning Elisabet I:s tronbestigning kallades han mot sin vilja till ärkebiskop. Hans statsmannabegåvning, lärdom och moderation har betytt mycket för engelska kyrkan. Bredvid Elisabet har han gjort mest för utbildningen av den anglikanska episkopalkyrkan, som en självständig nationell mellanväg mellan Roms Scylla och Genèves Charybdis. Han förberedde omarbetningen av Edvard VI:s 42 artiklar till de berömda 39 artiklarna, som blev den dogmatiska grundvalen för den anglikanska kyrkan. 
Parker ägnade sig nitiskt åt sitt ämbetes uppgifter. Mot nonkonformisterna och katolikerna uppträdde han i början ganska milt, men när de uppträdde djärvt förändrade han taktik och använde sedan stränga åtgärder för att konsekvent genomföra den kyrkliga uniformiteten samt kväva den puritanska och katolska oppositionen. Hans stora förtjänster om vetenskapen, särskilt den arkeologiska forskningen i England, är erkänd. Många betydelsefulla manuskript och minnesmärken från Englands gamla historia finns bevarade tack vare honom. Parker Library vid Corpus Christi College i Cambridge, där hans samlingar av historiska manuskript bevaras, bär hans namn.